# Convent de Santa Eufèmia
El convent de Santa Eufèmia fou un convent o monestir femení ubicat al barri de Pètria, a Constantinoble, capital de l'Imperi Romà d'Orient, i dedicat a Eufèmia de Calcedònia. Les llistes patriarcals en fan remuntar la fundació a Castí o Titus, patriarques d'historicitat dubtosa que haurien ocupat la seu a mitjans del segle iii, cosa impossible, puix que en aquell temps santa Eufèmia encara no havia nascut. De totes maneres, el bizantinista francès Raymond Janin apunta que la llista patriarcal més antiga que menciona l'església de Santa Eufèmia data finals del segle vi i que ja aleshores era considerada un temple antic. L'emperador Basili I el Macedoni l'hauria convertit en un convent o monestir a mitjans del segle ix.
Al llarg dels segles hi foren tonsurades diverses emperadrius i altres dones de la família imperial, des de les filles del mateix Basili fins a l'emperadriu Teodora, passant per Zoè Carbonopsina. Maria d'Alània hi passà abans de tornar-ne a sortir per casar-se amb Nicèfor III Botaniates. Durant el cop d'estat del futur Aleix I Comnè, la seva mare, Anna Dalassena, hi fou tancada juntament amb altres dones de la seva família i el seu seguici. El convent ja no torna a ser esmentat.
Les fonts medievals més tardanes i algunes de modernes el distingeixen del convent de Pètria, però el consens actual és que segurament eren el mateix. Per altra banda, l'historiador francès Jules Pargoire suggerí que és el mateix edifici que la mesquita Gül, hipòtesi que ha estat descartada.